# 內壢里
內壢里位於臺灣桃園市中壢區內壢地區，初設於1946年，後來隨著經濟的成長帶來人口的移入、經過多次行政區調整之後，至今共分割出內壢、成功、福德、中原、忠孝、復興、復華、文化、和平等里。現今的內壢里位於成功路以西、中華路以北並與桃園區龍山里相接，屬於早期內壢發展較早的區域，現今則因位處邊陲地區、發展停滯，導致街道狹小、房舍凌亂。